# ريد تيوب
ريد تيوب (بالإنجليزية: RedTube)‏ هو موقع موقع مشاركة فيديو إباحي تأسس في 25 أبريل 2007.أشتهر الموقع بسبب تقاربه في التسمية من موقع يوتيوب.